# イスタナ・ヌルル・イマン

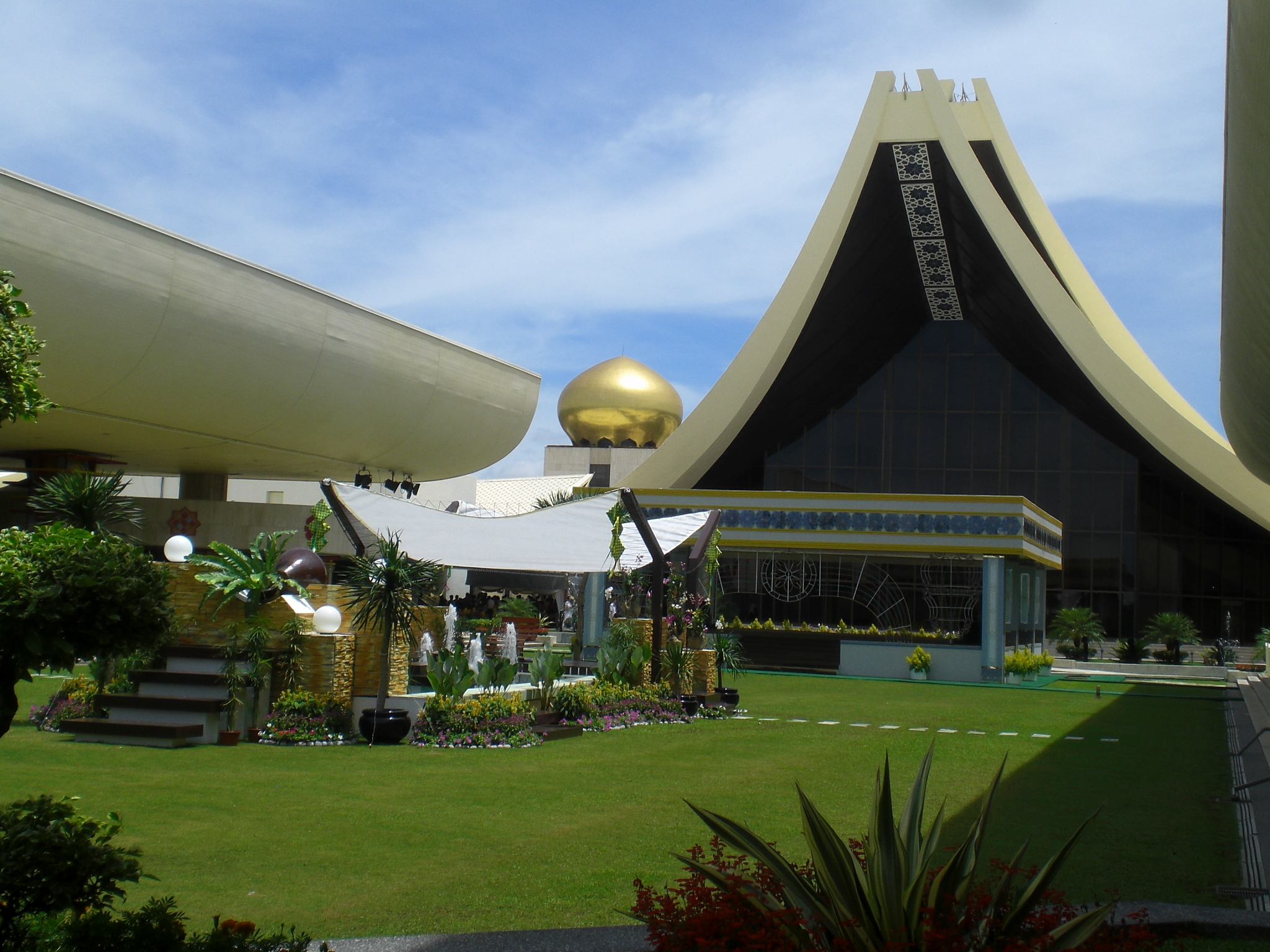
宮殿の中庭
断食明けのお祝いで一般開放される。

イスタナ・ヌルル・イマン（Istana Nurul Iman）はブルネイ・ダルサラーム国にあるブルネイの国王・ハサナル・ボルキアの宮殿かつ公式な居所であり、ブルネイ政府所在地である。王宮はブルネイ川の川岸に広がる葉状の丘にあり、ブルネイの首都・バンダルスリブガワン市街から数キロメートル南に位置する。

## 概要

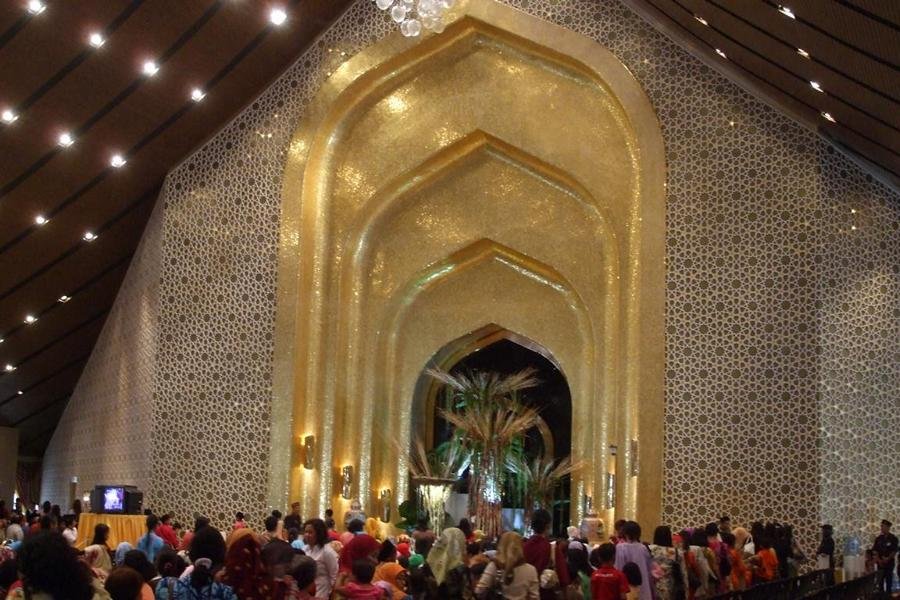
5,000人が着席可能な饗応室

王宮の名前イスタナ・ヌルル・イマン（Istana Nurul Iman）はアラビア語の「信仰の光の宮殿」（Palace of the Light of Faith）を意味する。ブルネイの独立を記念して造られ、ネパールのグルカ兵によって警備されている。
設計は、フィリピンの建築家・レアンドロ・V・ロクシンが行い、ブルネイ風イスラム建築とマレー様式を調和させるために金色のドームとアーチ状の屋根を建築のモチーフに利用した。宮殿のインテリアは、KCAインターナショナル所属で、アラブ首長国連邦・ドバイのブルジュ・アル・アラブも手掛けたクワン・チュウ（Khuan Chew）がデザインした。建設はフィリピンの建設会社アヤラ・インターナショナルが受注し、1984年に総工費4億ドル
で完成した。

## 特徴
完成後、イスタナ・ヌルル・イマンは世界最大の王が居住する宮殿かつこれまでに建てられた邸宅のうち1家族が居住する最大のものとなった。
宮殿は1,788の部屋を持ち、257の浴室、5,000人の客を収容する饗応室、1,500人収容のモスクがある。更に110台の自動車を収容するガレージ、空調設備の整った200頭のポロポニー厩、5面のプールをも有する。合計してイスタナ・ヌルル・イマンは床面積2,152,782平方フィート（200,000m2）である。
巨大な宮殿のため、564のシャンデリア 51,000個の電球、44の吹抜、18基のエレベーターが備え付けられている。

## 機能
国王は公式な謁見を宮殿の中で行う。宮殿ではブルネイ政府のすべての国家機能をも負う。それに加え、宮殿は首相の事務所を置き、ブルネイ政府の中心地として機能する。
謁見室・国賓室以外にも、王座の間は正式な儀式、例えば皇太子の公式発表や毎年の誕生日の授与式が執り行われる。
しかしながら、国王の私的な居所として第一に使用され続けており、宮殿にはオーダーメイドのフェラーリとベントレー、165台のロールス・ロイスという国王の大規模なカーコレクションが収蔵されている。

## 一般開放
王宮には普段は一般人が立ち入ることはできない。ただし、毎年のイスラム教のお祝いであるハリ・ラヤ・アイディルフィトリ（ムスリムの断食月（＝ラマダーン）の終了を祝う祭り）の際には一般開放され、3日間で約110,000人が訪問する。訪問者には料理が振る舞われ、手土産として菓子類が渡されるほか、小さな子どもたちには緑色の金銭の入った小袋が渡される。またラマダーン明けの10日間に渡ってムスリム向けの開放も行っており、ベルテダルス（Bertedarus）の祈りのために集う。

## 世界最大の宮殿
「世界最大の宮殿」の称号が真であるかを確かめるのは容易ではなく、異論が多いものである。さまざまな団体がそれぞれ独自の基準を持ち出して特定の宮殿を世界最大であると主張している。自己に有利になる定義を用いて、数多くの宮殿が「世界最大」の座を争っている。例えば、イスタナ・ヌルル・イマン、バッキンガム宮殿、マドリード王宮、ストックホルム宮殿、紫禁城、ヴェルサイユ宮殿、冬宮殿、ルーヴル宮殿、プラハ城、ルーマニアの国民の館が挙げられる。
ギネス世界記録が採用する規定では、宮殿はかつて王家の居所として使われており、真に宮殿に結合する屋内の床の面積（いわゆる床面積）をもって世界最大と見なす。これらの基準によって測定した時、イスタナ・ヌルル・イマンは「世界最大」となり、ギネスから認定を受けている。

### 世界の宮殿との比較
| 宮殿                     | 所在国       | 床面積〔平方フィート〕 | 床面積〔m2〕 |
| イスタナ・ヌルル・イマン | ブルネイ     | 2,152,782              | 200,000      |
| 紫禁城                   | 中国         | 1,614,600              | 150,001      |
| マドリード王宮           | スペイン     | 1,453,122              | 134,999      |
| バッキンガム宮殿         | イギリス     | 828,818                | 77,000       |
| ヴェルサイユ宮殿         | フランス     | 721,206                | 67,002       |
| ストックホルム宮殿       | スウェーデン | 658,858                | 61,210       |
| ルーヴル宮殿             | フランス     | 652,298                | 60,600       |
| ウィンザー城             | イギリス     | 484,374                | 45,000       |
| 冬宮殿                   | ロシア       | 250,000                | 23,226       |
| ラシュトラパティ・バワン | インド       | 200,000                | 18,581       |
| アヴィニョン教皇庁       | フランス     | 161,500                | 15,004       |